# Čičak
Čičak (repuh, lat. Arctium), biljni rod od 53 priznate vrste dvogodišnjih biljaka iz porodice zvjezdanovki (Compositae). Najpoznatije vrste su obični ili veliki čičak, mali čičak, šumski čičak i pustenasti čičak. Domovina čička je Europa, odakle se raširio diljem svijeta. 
Biljka ima uspravnu stabljiku koja može narasti do 150 cm, listovi su tamnozeleni i veliki, osobito oni pri dnu (do 50 cm), korijen je mesnat, vretenast, i može bit dug do jedan metar. Cvjetovi su purpurnocrveni, dvospolni s ovojnim listovima koji završavaju kukicama. Kada dozriju puni su sjemenki, a uz pomoć kukica se hvataju za odjeću i krzno životinja i na taj način se biljka širi.
Čičak raste uz putove, po zapuštenim zemljištima i livadama. Vole ga i pčele koje sakupljaju nektar i bijeli pelud, a njegov med je izraženog mirisa i tamnocrvenkaste boje.
- Arctium lappa
- Arctium minus
- Arctium nemorosum
- Arctium tomentosum

## Vrste
1. Arctium abolinii (Kult. ex Tscherneva) S.López, Romasch., Susanna & N.Garcia
2. Arctium alberti (Regel & Schmalh.) S.López, Romasch., Susanna & N.Garcia
3. Arctium × ambiguum Nyman
4. Arctium amplissimum Kuntze
5. Arctium anomalum Kuntze
6. Arctium arctiodes Kuntze
7. Arctium atlanticum (Pomel) H.Lindb.
8. Arctium aureum Kuntze
9. Arctium chloranthum (Kult.) S.López, Romasch., Susanna & N.Garcia
10. Arctium dolichophyllum (Kult.) S.López, Romasch., Susanna & N.Garcia
11. Arctium × dualis (Juz.) Duist.
12. Arctium echinopifolium (Bornm.) S.López, Romasch., Susanna & N.Garcia
13. Arctium egregium (Juz.) S.López, Romasch., Susanna & N.Garcia
14. Arctium elatum Kuntze
15. Arctium evidens (Tscherneva) S.López, Romasch., Susanna & N.Garcia
16. Arctium fedtschenkoanum (Bornm.) S.López, Romasch., Susanna & N.Garcia
17. Arctium grandifolium (Kult.) S.López, Romasch., Susanna & N.Garcia
18. Arctium haesitabundum (Juz.) S.López, Romasch., Susanna & N.Garcia
19. Arctium horrescens (Juz.) S.López, Romasch., Susanna & N.Garcia
20. Arctium karatavicum Kuntze
21. Arctium korolkowii Kuntze
22. Arctium korshinskyi (C.Winkl.) S.López, Romasch., Susanna & N.Garcia
23. Arctium lappa L.
24. Arctium lappaceum Kuntze
25. Arctium × leiobardanum Juz. & C.Serg. ex Stepanov
26. Arctium leiospermum Juz. & Ye.V.Serg.
27. Arctium maassii Rouy
28. Arctium macilentum (C.Winkl.) S.López, Romasch., Susanna & N.Garcia
29. Arctium medians (Juz.) S.López, Romasch., Susanna & N.Garcia
30. Arctium minus (Hill) Bernh.
31. Arctium × mixtum (Simonk.) Nyman
32. Arctium nemorosum Lej.
33. Arctium × neumanii Rouy
34. Arctium nidulans (Regel) Sennikov
35. Arctium palladinii (Marcow.) R.E.Fr. & Soderb.
36. Arctium pallidivirens (Kult.) S.López, Romasch., Susanna & N.Garcia
37. Arctium pentacanthoides (Juz. ex Tscherneva) S.López, Romasch., Susanna & N.Garcia
38. Arctium pentacanthum Kuntze
39. Arctium pseudarctium (Bornm.) Duist.
40. Arctium pterolepidum (Kult.) S.López, Romasch., Susanna & N.Garcia
41. Arctium radula Juz. & Ye.V.Serg.
42. Arctium refractum (Bornm.) S.López, Romasch., Susanna & N.Garcia
43. Arctium sardaimionense Rassulova & B.A.Sharipova
44. Arctium schmalhausenii Kuntze
45. Arctium × semiconstrictum Duist.
46. Arctium tomentellum Kuntze
47. Arctium tomentosum Mill.
48. Arctium triflorum Kuntze
49. Arctium ugamense (Karmysch.) S.López, Romasch., Susanna & N.Garcia
50. Arctium umbrosum Kuntze
51. Arctium vavilovii (Kult.) S.López, Romasch., Susanna & N.Garcia